# Félix-Charles Berthélémy
Félix-Charles Berthélémy né à Saint-Omer (Pas-de-Calais) le 4 novembre 1829 et mort dans le 5e arrondissement de Paris le 13 février 1868 est un hautboïste et compositeur français.

## Biographie
Félix-Charles Berthélémy est le fils de Pierre Alexandre Berthélémy, marchand, et d'Isabelle Depavy.
Il épouse Jeanne Charlotte Julie Mieuset à Paris le 15 mars 1860.
En 1867, il devient directeur de la classe de hautbois au Conservatoire de Paris.
Domicilié au Boulevard de la Madeleine, il meurt au Collège de France le 13 février 1868. Il est inhumé le 16 février au cimetière du Père-Lachaise.